# Gare de Dompierre
Ne doit pas être confondu avec Gare de Dompierre-Sept-Fons ou Gare de Dompierre-sur-Mer.
La gare de Dompierre est une gare ferroviaire française de la ligne de Fives à Hirson, située sur le territoire de la commune de Dompierre-sur-Helpe dans le département du Nord, en région Hauts-de-France.
C'est une halte voyageurs de la Société nationale des chemins de fer français (SNCF) desservie par des trains TER Hauts-de-France.

## Situation ferroviaire
Établie à 172 mètres d'altitude, la gare de Dompierre est située au point kilométrique (PK) 88,678 de la ligne de Fives à Hirson, entre les gares ouvertes de Leval et de Saint-Hilaire.

## Service des voyageurs

### Accueil
Halte SNCF, c'est un point d'arrêt non géré (PANG) à accès libre.

### Desserte
Dompierre est desservie par des trains TER Hauts-de-France, qui effectuent des missions entre les gares de Valenciennes, ou d'Aulnoye-Aymeries, et d'Hirson, ou de Laon.

### Intermodalité
Un parking pour les véhicules y est aménagé.